# Чемпіонат СРСР з легкої атлетики в приміщенні 1971 — 60 метрів з бар'єрами (жінки)

## Результати

### Фінали

#### Фінал А
| Місце | Атлетка             | Регіон         | Місто/Область | Результат |
| ----- | ------------------- | -------------- | ------------- | --------- |
| 1     | Людмила Ієвлєва     | Грузинська РСР | Тбілісі       | 8,2       |
| 2     | Світлана Нестеренко | УРСР           | Донецьк       | 8,4       |
| 3     | Тетяна Полубоярова  | Ленінград      | Ленінград     | 8,4       |
| 4     | Ірина Цурікова      |                |               | 8,6       |

#### Фінал Б
| Місце | Атлетка        | Регіон         | Місто/Область | Результат |
| ----- | -------------- | -------------- | ------------- | --------- |
| 1     | Марія Сизякова | РРФСР          | Іваново       | 8,7       |
| 2     | Н. Ситницька   | РРФСР          | Горький       | 8,8       |
| 3     | Л. Грицай      | Киргизька РСР  | Фрунзе        | 8,8       |
| 4     | І. Будкевич    | Білоруська РСР | Мінськ        | 8,9       |